# روس كينغ (لاعب هوكي الجليد)
روس كينغ هو لاعب هوكي الجليد كندي، ولد في 19 فبراير 1919 في بورتاج لابريري في كندا، وتوفي بنفس المكان في 6 يونيو 1972.